# 11694 Esterhuysen
11694 Esterhuysen (1998 FO70) là một tiểu hành tinh vành đai chính được phát hiện ngày 20 tháng 3 năm 1998 bởi Nhóm nghiên cứu tiểu hành tinh gần Trái Đất phòng thí nghiệm Lincoln ở Socorro.
Tiểu hành tinh đã được đặt tên cho Stephanus Albertus Esterhuysen.